# John Montagu (Kolonialsekretär)
John Montagu (* 21. August 1797 vermutlich in Indien; † 4. November 1853 in London) war von 1843 bis 1853 britischer Kolonialsekretär der Kapkolonie.
Montagu entstammt der Familie der Duke of Manchester und war der zweite Sohn von Edward Montagu (1755–1799), einem Offizier der Bengal Army und dessen Frau Barbara (geborene Fleetwood). Seine Schulausbildung erfolgte in Cheam (Surrey) in Knightsbridge sowie durch einen Privatlehrer.
Mit 17 Jahren trat er im Februar 1814 in den Militärdienst und kämpfte als junger Offizier in der Schlacht bei Waterloo. Nach seiner Hochzeit mit Jessy, Tochter des Major-General Vaughan Worsley und Nichte des George Arthur (Gouverneur von Van Diemen's Land), trat er 1823 eine Stelle im Kolonialdienst auf Van-Diemens-Land (heute Tasmanien) an. Im Mai 1824 erreichte das Ehepaar mit dem Schiff Hobart Town.
1843 wurde Montagu zum Kolonialsekretär der Kolonie Cape of Good Hope berufen.
Zu seinen größten Leistungen zählen die Reformierung des Finanzwesens in der Kapkolonie sowie die Senkung ihrer Fiskalverschuldung. Es folgten Reformen der Strafgefangenenarbeit und der Vorschriften für die Gesundheitsversorgung sowie Schulgründungen und Verbesserungen im Gerichtswesen. Er förderte den Bau von Straßen, um dadurch den Handel zu erleichtern und die Wirtschaft zu beleben. Damit die Kosten für den Straßenbau niedrig gehalten werden konnten, setzte er in großem Umfang Häftlinge für diese Arbeiten ein. Während seiner Amtszeit entstanden viele Pässe und Straßen, die noch heute wichtige Verkehrsverbindungen in Südafrika darstellen.
Zum Ende seines Lebens verschlechterte sich sein Gesundheitszustand erheblich, was ihn im Mai 1852 zusammen mit seiner Familie zur Übersiedlung nach England veranlasste.
Nach ihm wurden der kleine Ort Montagu und der Montagu-Pass benannt.